# 五月天
五月天（英語：Mayday）是相信音樂旗下的台灣五人樂團，由主唱阿信、團長暨吉他手溫尚翊、吉他手石錦航、貝斯手蔡昇晏和鼓手冠佑共五人組成；除冠佑外，其餘四人皆畢業自臺北市國立臺師大附中。樂團前身為「So Band」樂團，於1997年3月29日改為現名後於1999年正式出道，其名稱取自瑪莎在BBS的代號「MayDay」。

## 成員介紹
五月天最早由阿信、怪獸和當時的鼓手錢佑達在國立臺灣師範大學附屬高級中學組成（當時為「So Band」樂團），後來加入瑪莎和石頭。五月天在發行第一張專輯為止前，共更換過三次鼓手，前任鼓手有創始團員之一的錢佑達、陳泳錩、任柏璋，現經紀人為謝芝芬。
| 本名   | 藝名 | 英文藝名 | 日文藝名 | 團內定位     | 出生日期 / 出生地         |
| ------ | ---- | -------- | -------- | ------------ | ------------------------- |
| 陳信宏 | 阿信 | Ashin    |          | 主唱         | - 1975年12月6日 - 臺北市  |
| 溫尚翊 | 怪獸 | Monster  |          | 吉他手、團長 | - 1976年11月28日 - 新竹市 |
| 石錦航 | 石頭 | Stone    |          | 吉他手       | - 1975年12月11日 - 臺北市 |
| 蔡昇晏 | 瑪莎 | Masa     |          | 貝斯手       | - 1977年4月25日 - 高雄市  |
| 劉冠佑 | 冠佑 | Ming     |          | 鼓手         | - 1973年7月28日 - 苗栗縣  |

## 樂團歷程
五月天自1999年7月7日正式出道，現已發行了9張錄音室專輯、5張精選輯（其中分別為中國大陸1張與日本2張）和數張演唱會專輯。出道後共計八次入圍、其中四次奪下金曲獎「最佳樂團獎」（截至2017年6月）。

### 1995－1997年：So Band
五月天的前身「So Band」樂團，由當時就讀師大附中的吉他手怪獸（溫尚翊）、主唱阿信（陳信宏），以及第一任的鼓手錢佑達在1995年組成 。之後貝斯手瑪莎（蔡昇晏）加入。四人自高中畢業後，分別進入不同的大學就讀，但樂團並未停止活動，持續在許多酒吧、餐廳駐唱表演。1996年5月19日，受邀參加出席「台灣要建國」晚會，並獻唱〈鼓聲若響〉、〈母親的名叫台灣〉兩首歌曲。1997年的野台開唱活動前，加入了吉他手石頭（石錦航）。為了報名參加野台開唱，於是他們使用瑪莎在網路BBS的代號「MAYDAY」作為團名，並在1997年3月29日臺北市大安森林公園野台開唱當天正式改名為「五月天」，並定該日為樂團的成軍紀念日。
五月天深深受到英國搖滾樂團披頭四的影響，認為搖滾樂擁有改變世界的力量，在歌曲中傳達愛以及和平的信念。

### 1997－1999年（五月天正式出道年）：地下到主流
參加野台開唱後，樂團開始將錄製的試聽帶（demo）送到各大唱片公司，希望爭取出片的機會。
1997年6月，台灣滾石唱片的製作人李宗盛在聽過試聽帶〈志明與春嬌〉後，與團長怪獸聯絡，兩個月後五月天就與滾石簽約 。同年12月〈軋車〉被收錄在角頭音樂所發行《ㄞ國歌曲》地下樂團的合輯，1998年參與製作台灣同志音樂創作2-《擁抱》，其中收錄了五月天作品〈擁抱〉、〈雌雄同體〉、〈明白〉、〈透露〉、〈愛情的模樣〉，該專輯歌詞與現有專輯作品有稍做修改，大部份詞曲都是由五月天擔任，並包辦所有製作及錄音工作。
1998年冠佑（劉冠佑）正式加入五月天。隔年7月7日正式推出首張錄音室專輯《五月天第一張創作專輯》，由滾石唱片發行。這張專輯在樂評和一般聽眾之間獲得優秀評價，銷售超過30萬張 ，並入圍第11屆金曲獎的最佳演唱團體獎 。〈志明與春嬌〉和〈擁抱〉兩首歌曲很快在年輕聽眾之間流行，成為KTV點播排行榜的年度冠軍 。〈志明與春嬌〉並為該年度中華音樂人交流協會的年度十大單曲之一。
首張專輯發行後不久，1999年8月28日樂團於台北市立體育場舉辦了第一次的大型演唱會「第168場演唱會」，吸引許多支持者參加，成為台灣著名的樂團。

### 1999年－2001年：《愛情萬歲》與《人生海海》
2000年7月7日，樂團推出第二張錄音室專輯《愛情萬歲》，銷售量超越前一張專輯，達到35萬張 。五月天也以這張專輯獲得第12屆金曲獎的最佳樂團獎。2000年8月12日至26日樂團在臺北市、彰化縣、高雄市舉辦「十萬青年站出來」巡迴演唱會。
2001年春天，五月天首次參與電影的配樂製作，為由劉若英、黃品源主演的電影《候鳥》製作配樂並發行了專輯。專輯中大部分的歌曲由五月天作曲，並演唱其中三首歌。兩個月後（2001年7月6日）發行了第三張專輯《人生海海》，銷售數字在一個多月後就累積達35萬張 。同年8月18日至9月1日五月天舉辦了第一次的巡迴售票演唱會「你要去哪裡」，由於樂團成員阿信、怪獸、瑪莎將數月後入伍服役，樂團將於這段期間暫時中止活動，此次的巡迴演唱會也成為樂團的暫別演唱會。在高雄場的演唱會中，吉他手石頭在舞台上向女友求婚成功 ，讓許多歌迷印象深刻，而求婚時的歌曲〈天天想你〉也被收錄到演唱會的現場專輯中。11月瑪莎正式進入藝工隊服役，隔年2月阿信及怪獸則分別因扁平足及地中海貧血症狀而遭驗退不用繼續服役，石頭到英國學習錄音工程與唱片製作，鼓手冠佑（當時名為諺明）則到美國洛杉磯學習節奏和打擊樂（石頭有心律不整，而冠佑則在加入五月天前已服役）。之後，阿信和怪獸留在滾石唱片繼續從事音樂製作工作 ，樂團暫時休息。休團期間，曾以五分珠樂團名義進行地下表演。

### 2001年－2005年：退伍復出後到《知足》
在樂團休息期間，2002年他們推出華語音樂史上首部自傳式紀錄電影《搖滾本事》，並推出同名的原聲帶專輯。電影在台灣的大型戲院上映，並在三天內獲得超過新台幣120萬的票房成績 。
休息兩年後，2003年7月瑪莎退伍，五月天在8月16日於台北市立體育場舉辦「天空之城」大型復出演唱會，吸引約四萬名歌迷參加，為台灣樂團舉辦演唱會歌迷人數最高紀錄的保持人 。2003年11月11日樂團推出第四張錄音室專輯，也是復出後第一張作品《時光機》，專輯在推出後兩天，銷售量就超過15萬張 。五月天也以這張專輯二度獲得金曲獎最佳樂團獎。
在2004年夏天，五月天第三次參與電影的配樂製作，替電影《五月之戀》製作音樂，吉他手石頭也特別參與電影演出。2004年11月5日推出第五張錄音室專輯《神的孩子都在跳舞》，2005年入圍第16屆金曲獎最佳樂團獎。
之後五月天舉辦為期半年，首次的世界巡迴售票演唱會「Final Home 當我們混在一起」，自2004年12月25日至2005年5月1日，在台灣、美國、中國大陸、新加坡、馬來西亞、日本進行多場演出。在演唱會結束後，推出該主題演唱會的現場記錄專輯。
在推出五張錄音室專輯後，在2005年8月推出精選輯《知足just my pride最真傑作選》。2005年11月11日，五月天於台北101的91樓觀景台舉辦「史上最接近天空演唱會」（或稱「頭頂天空演唱會」），這場演唱會在海拔390.6公尺的地方舉行，唱片公司希望能以此申請金氏世界紀錄之「世界最高的演唱會」。

### 2006年－2007年：《為愛而生》與「離開地球表面」演唱會
2006年，五月天與滾石唱片策略長陳勇志（滾石集團策略長、作詞人陳沒）合作，以股東身份成立「相信音樂」，旗下擁有多組藝人。
五月天於2006年12月29日發行第六張錄音室專輯《為愛而生》，並於2007年1月6日至3月10日共舉行十二場「五月天 le power 天使為愛而生巡迴演唱會」。2007年舉行的「離開地球表面 Jump! The World」世界巡迴演唱會，為「Final Home」之後的大型巡迴演唱會，從香港起跑。台灣在7月20日到7月22日之間舉辦三場，同時於台灣首場當日（7月20日）發行了《離開地球表面JUMP THE WORLD! 2007 極限大碟》，其中〈私奔到月球〉與陳綺貞合唱，為第一首五月天男女對唱作品。與〈離開地球表面〉相呼應的「回到地球表面」演唱會主要於2008年舉行，在該主題演唱會台灣場（5月17日）舉辦的前一天發行了「Jump 離開地球表面 Live DVD」，特別附贈「maygazine 07」，收錄演唱會的寫真紀實。

### 2008年：《後青春期的詩》與「十萬人出頭天」演唱會
《為愛而生》發行約兩年後的2008年10月23日，五月天發行第七張錄音室專輯《後青春期的詩》。首批出貨的CONCERT版專輯內附一張12月13日台北中山足球場「十萬人出頭天新歌飆唱會 GREEN DAY」的門票，以專輯內門票及歌詞本兌換當天入場手環，這是五月天自2000年「十萬青年站出來」後首度回到中山足球場開唱。預購開始不久後即宣告預購量破五萬張，五月天隨即宣布在隔天（12月14日）於同一地點加辦一場「再五萬人出頭天新歌飆唱會 BLUE DAY」。除了中山足球場的兩天演唱會，五月天更舉行台灣100場「真正的快樂」校園巡迴演唱會，參加方式是至將舉辦五月天校園演唱會的各級學校購買CAMPUS版專輯，由奧汀整合行銷傳播股份有限公司、星宅娛樂事業有限公司及奇奧多整合行銷股份有限公司聯合承辦本次校園巡迴演唱會。

### 2009年－2010年：第三座「最佳樂團獎」與「D.N.A」演唱會
2009年3月19日，五月天正式宣布全新巡迴「D.N.A創造世界巡迴演唱會」於5月20日至22日從香港起跑。3月20日發行「十萬人出頭天 Live DVD」與「後青春期的詩 MV 影音全集」，由環球唱片發行，亦代表與滾石合作告一段落。同年3月29日，於西門町河岸舉辦「A.N.D同黨萬歲」演唱會，「A.N.D」來自「D.N.A」的反轉概念，有2009年D.N.A創造演唱會的前哨站之意義，並邀請多組樂團接力演唱，慶祝五月天自冠佑加入後成軍十週年。
5月，作為五月天的本命月，15日公佈第20屆金曲獎流行音樂作品類入圍名單，五月天憑藉《後青春期的詩》再度入圍最佳樂團獎，〈你不是真正的快樂〉入圍最佳年度歌曲獎，〈我心中尚未崩壞的地方〉、〈如煙〉雙雙入圍最佳作詞人獎，為五月天出道以來入圍最多獎項的一次。最後，五月天三度奪得最佳樂團獎。
2010年7月24日，結束「D.N.A創造世界巡迴演唱會」最終場後，五月天開始籌備新專輯，短期內沒有大型巡迴演出。由於相信音樂旗下藝人梁靜茹合約轉出，臺北小巨蛋的演唱會無法如期舉行，討論後改由五月天領軍八組樂團，於2010年8月14日舉行「超犀利趴」演唱會。九個小時馬拉松式的演唱會，引領觀眾穿人字拖入場，亦開放在館內飲食，均造成話題，再創紀錄。

### 2011年：電影「追夢3DNA」與《第二人生》
2011年5月20日至23日，五月天在香港紅磡體育館，舉行一連兩場「Just Rock It!!! 就是」世界巡迴演唱會，其後兩度加場，總共四場。演唱會為香港限定場，以回歸基本為主題，舞台設計簡約。其中更加入unplugged 環節，大唱不少舊歌。9月16日於台灣、中国大陆與香港上映耗時一年，斥資台幣2.2億元製作的華人第一部3D演唱会電影《五月天追夢3DNA》，並發行電影原聲帶。片中大部分為演唱會內容，有3段故事穿插其中，分別在廣州、台北、上海拍攝，都是以看五月天的演唱會為主軸。電影票房包含中国大陆與香港總計約將近2億台幣。
12月16日，三年未發行新專輯的五月天發行第八張錄音室專輯《第二人生》。這張專輯於11月29日到12月12日預購，在這期間稱為「作品8號」。因為五位團員對於末日的看法分歧，因此將專輯分為明日版與末日版，兩個版本的曲目順序不同，專輯樣貌不同，也有一首歌不同。12月23日，全新巡演「諾亞方舟世界巡迴演唱會」首場於臺北小巨蛋展開，並在該場地連續舉辦七場演唱會，這也突破了他們在2009年「D.N.A創造世界巡迴演唱會」連續四場的紀錄。

### 2012年：六座金曲獎與專輯十白金殊榮、首登北京鳥巢
2012年1月28至31日，「國際唱片及多媒體音樂出版市場大展」於法國坎城舉行，期間預定於1月28日至30日連續3天晚上舉辦音樂節，五月天在29日的「台灣之夜」演出。同年3月3日，五月天應財團法人台灣兒童暨家庭扶助基金會之邀，在國立台灣體育運動大學台中校址田徑場舉辦慈善售票演唱會「Just Love It！我不願讓你一個人」。同年4月29、30日，五月天在以「諾亞方舟」演唱會在北京鳥巢連開兩場，為首組登上該場地開唱的華人樂團。
6月23日，五月天以《第二人生》於第23屆金曲獎四度奪下最佳樂團獎，打破自身紀錄，入圍七項並獲得六項大獎，包括最佳國語專輯獎、最佳編曲人獎、最佳作曲人獎、最佳專輯製作人獎和年度歌曲獎〈諾亞方舟〉，為當屆的大贏家 。
五月天在150名美、日、中、港、台、星、馬國際媒體見證下，慶功2012豐收年RIT／IFPI（台灣唱片出版事業基金會）正式認證專輯《第二人生》發行一年突破十白金（相當於30萬張） 。

### 2013年：電影「諾亞方舟」到《步步》
2013年7月6日，五月天於第24屆金曲獎上和亂彈阿翔、四分衛和董事長等樂團接力演唱；另再以《第二人生》專輯中之歌曲〈乾杯〉奪下「最佳音樂錄影帶獎」，成為該張專輯橫跨兩年獲得的第七座獎項。7月，累計六場公益演出，五月天共捐出2700萬元幫助「教育方舟」計畫。
五月天繼2011年的《五月天追夢3DNA》後，耗時2年、斥資億元，於2013年9月推出全新3D演唱會電影《5月天諾亞方舟》。這次的電影不但採用3D技術高規格拍攝、結合最新4DX製作，為全球首部4DX演唱會電影，還與負責奧運開幕式、世界盃足球賽轉播的德國團隊，採用空中萬向攝影機Spidercam等多種高科技器材拍攝，並交由好萊塢等級3D後製團隊「兔將創意影業」後製。2013年8月17日，結束於北京鳥巢的演唱會後便在後台舉行電影發布記者會，也正式曝光五位團員的個人海報，並透露影片中還情商言承旭與林依晨友情客串。這次電影五月天親自投入幕後製作，阿信參與剪接、配樂等工作，團員們也肩負導演重任。電影於9月18日全面上映。
五月天與日本樂團flumpool，2011年因台灣活動結為好友。2013年flumpool正式於台灣出道，阿信特別為他們取了中文團名「凡人譜」。此次兩團為日本史上最高收視日劇《阿信》跨國合作電影版主題曲〈Belief～給等待春天的你〉。五月天亦藉由此次機會宣告也正式進軍日本歌壇，加入flumpool所屬的Amuse經紀公司。除此之外，9月中也正式宣布五月天於11月13日發行首張日文精選輯，除了收錄有多首中文歌曲及將2首創作翻唱日文版本，也特別收錄與flumpool合作新單曲與電視劇《步步驚情》主題曲〈步步〉。除了推出日語精選輯，五月天於2014年初在日本大阪與東京舉行2場特別Live演唱會。2013年9月27日，五月天正式進軍日本，登上日本指標性音樂節目《Music Station》。10月1、2日，擔任flumpool於日本武道館舉行的5周年演唱會神秘嘉賓。 同年11月4日，五月天赴英國舉行首次歐洲世界巡迴演唱會記者會，2014年也是五月天成軍以來，首次在歐洲進行世界巡迴。同時，他們亦登上英國BBC《Impact》節目現場訪問 。同年12月30日，五月天推出第三張精選輯（含海外）《步步自選作品輯 The Best of 1999-2013》。

### 2014年：麥迪遜廣場花園開唱
2013年12月31日及2014年1月1日，五月天於高雄世運主場館舉行的「Just Rock It!!! 無限放大版」演唱會，一路從跨年唱到隔年的第一天，連續2場集結10萬人共襄盛舉。演唱會上為了呼應出道15年推出的精選輯之概念，特別打造高達十米的第二主舞台「未來巨象」。
同年3月發布，五月天於同年春季推出為佐藤健與渡部篤郎主演的日劇《Bitter Blood》演唱的主題曲〈Do You Ever Shine?〉，由阿信作曲、日本知名製作人小林武史填詞，曲風融合搖滾、電音、交響樂配合刑事劇情的速度感。除了新單曲外，還特別收錄了2014年重新混音版的歌曲〈DNA〉，並作為日本變形金剛博覽會之主題曲。該實體單曲於2014年6月4日在日本正式發行。
5月30日播出日本電視台NHK與臺灣TVBS斥資千萬共同製作之節目「《POPS的遺傳基因》流行音樂的繼承者」，邀請日本的福山雅治、泰國的BELLE NUNTITA及臺灣的五月天，打造臺灣前所未有的日流、華流、泰流進行交流的節目形式，並分享彼此音樂路上的心路歷程、同台演出切磋音樂實力，證明音樂無國界。另為了語言能零誤差的互相傳達使節目更流暢，錄影現場還特別安排多位各國的專業翻譯進行現場翻譯。
15週年成軍日將至，美國時間2014年3月22日，五月天「諾亞方舟」世界巡演航向美國紐約麥迪遜廣場花園，成為第一組登上此地開唱的華人樂團，吸引1萬4千名來自世界各地的觀眾。2014年3月29日五月天15週年成軍日，於美國洛杉磯舉行「諾亞方舟」世界巡迴演唱會最終場。
美加巡演期間正巧碰上臺灣的服貿（兩岸服務貿易協定）學運抗議風波，先是五月天臉書官方專頁的編輯人員張貼〈起來〉MV，卻被媒體解讀為「反服貿之歌」，引來中國大陸網友不滿。阿信在微博逐條回覆網友留言，其中回覆澄清：「從未反對服貿，希望兩岸能建立和平溝通的橋樑」，但此語則引來臺灣網友反彈，被批為了中國大陸市場而兩面討好。演唱會當晚唱到〈憨人〉一曲時，阿信哽咽 。
7月27日，「Just Love It！『擁抱』公益演唱會」首場於高雄巨蛋開唱 。2014年8月8日，於中興文創園區舉行宜蘭場。兩場演唱會捐出新台幣5694萬元及500多萬元的周邊商品所得，加上鼓手冠佑自掏腰包，共計捐出新台幣5700萬元整。。另於2014年8月3日的北京場及8月5日的深圳場，也捐出兩場所得人民幣799萬（約新台幣3879萬）作為善款。
11月4日，為電影《黃飛鴻之英雄有夢》打造主題曲〈將軍令〉；隔年該曲於第34屆香港電影金像獎提名「最佳原創電影歌曲獎」。
12月31日，「螢火晚會」首場演唱會於高雄市運主場館登場，與歌迷一起跨越2014年。2015年1月2、3日連續三場於同場地開唱 。

### 2015年：登日本武道館
2015年1月1日，五月天與宇宙人、嚴爵、白安、家家、亂彈阿翔、丁噹、MP魔幻力量 等旗下歌手，高雄在地人黃小琥與樂團麋先生也主動參與演出，於高雄氣爆災區舉辦「NEW！再創新高」迎新演唱會。該演唱會所有參演藝人均為義務性演出，所有演唱會成本由五月天與主辦單位相信音樂、必應創造承擔，當天現場共吸引約10萬人參與 。
同年3月29日青年節，同時也是別具意義的五月天成軍日這天，宣布於同年8月28、29兩日，以「Just Rock It!!!」世界巡迴演唱會登上日本指標性場館日本武道館，為第一組於此場地開唱的華語樂團，亦創下首次舉辦個唱便連開兩場之紀錄 。
6月17日，五月天於日本發行第二張日文單曲「YOUR LEGEND～燃燒的生命～」（YOUR LEGEND～燃ゆる命～）。除收錄〈盛夏光年〉、〈星空〉等歌曲，更特別收錄日文版〈將軍令〉（YOUR LEGEND ～燃ゆる命～）、阿信及怪獸雙主唱日文版本的〈九號球〉（追憶のナインボール）。單曲初回限定盤特別附加特典DVD，收錄歷年「諾亞方舟」演唱會巡迴世界各地的經典片段 。
6月26日，相信音樂發行《女也 Herstory with Mayday》概念專輯，邀請十組女歌手改編翻唱五月天的經典歌曲，包括曲婉婷、林憶蓮、S.H.E、徐佳瑩、梁靜茹、鄧紫棋、家家、艾怡良、魏如萱、黃韻玲 。
8月底，五月天對外發佈他們將閉關半年至一年，甚至中斷參與跨年演唱會的十三年紀錄，全心投入新專輯的籌備製作。

### 2016年：第九張錄音室專輯《自傳》
2016年5月20日至6月1日，五月天在香港紅磡體育館連續舉辦了十場「Just Rock It!!! 就是」世界巡迴演唱會，打破了海外歌手在該場地演出場次最多的記錄。同日，公佈睽違五年的第九張錄音室專輯《自傳》於同年7月21日正式發行 。专辑中有三首歌曲荣登 中国公告牌Top 10音乐单曲榜榜首: "派对动物" "后来的我们" "好好 (想把你写成一首歌)" 。同年7月17日，重返1999年出道時期首次開唱的台北西門町，舉行第九張專輯首唱會，演唱新歌及許多經典歌曲，一萬名粉絲擠爆現場重現當年盛況  。
8月26、27、28日，連續三天以「Just Rock It!!! 就是」演唱會再度返回北京鳥巢開唱，共吸引近30萬歌迷。
12月17日至2017年1月1日，五月天在台北小巨蛋舉辦「RE:LIVE Just Rock It!!! 2016 最終章 [ 自傳復刻版 ]」演唱會，完整復刻出道以來九場不同主題的大型演唱會 。
12月31日，於跨年演唱會上宣布2017年全新主題巡迴演唱會「人生無限公司」，於3月18日至21日起由高雄起跑，3月25、26日於廣州、5月10日至23日於香港等地展開巡演 。

### 2017年－2018年：「人生無限公司」巡迴 與 成軍20週年
2017年2月1日，發行日本限定盤《自傳 History of Tomorrow》 。同年2月3、4日，連續兩天再登日本武道館舉行「 Re:DNA～2017復刻版～」演唱會 。
3月18、19、20、21日，一連4場「人生無限公司」巡迴於高雄世運主場館正式啟動，每場均吸引五萬歌迷到場。
3月29日，五月天選在成軍20周年紀念日這天，回到第一次演出的大安森林公園舉辦紀念演唱會，免費開放入場，現場共聚集3萬5千人，並於相信音樂YouTube頻道全程直播，高峰達到40萬觀看人次。新浪微博直播線上最高同時觀看人次為529萬，YouTube總播放次數為224萬，新浪微博則是9393萬次 。
5月16日，第28屆金曲獎入圍名單公布，五月天以第九張專輯《自傳》入圍年度專輯獎、年度歌曲獎、最佳國語專輯獎、最佳音樂錄影帶獎、最佳作曲人獎、最佳作詞人獎、最佳專輯製作人獎、最佳樂團獎；瑪莎以家家的歌曲〈還是想念〉入圍最佳單曲製作人獎，成為當屆入圍大贏家。
同年6月24日，五月天獲得第28屆金曲獎最佳國語專輯獎，阿信以〈成名在望〉首次獲得最佳作詞人獎。
10月1日，五月天在台灣二度售票於2017年12月23、24、26、27、29、31日、2018年1月1日、5－7日在桃園國際棒球場連續舉辦11場的「人生無限公司」跨年演唱會，打破2016年的9場紀錄，24萬張門票在15分鐘完售，瞬間流量40萬人次締造史上新高，亦是第2組在該棒球場開唱的藝人。
2018年3月2、4日，「人生無限公司」歐洲巡迴於法國巴黎雅高酒店體育館、英國倫敦O2體育館舉行。
同年5月4、5、6、11、12、13日，一連6場「人生無限公司」無限放大版香港站。五月天忍痛放棄紅館檔期，首次在香港迪士尼樂園幻想道露天場地開唱，成為首組在該地開唱的樂團及藝人。演唱會6場的觀賞人次共計15萬人。
同年5月19、20日，該主題巡迴前進搖滾聖殿東京「日本武道館」，是首位三度登上日本武道館開唱的華語藝人。6月29日，受韓國電視台Mnet邀請，出席7月5號於台北小巨蛋舉辦的《M! Countdown in TAIPEI》演唱會。
7月15日，2018年國際足總世界盃決賽，FIFA官方開設的世界杯新浪微博帳號宣布經微博網友投票後，最終在比賽現場播放五月天的〈倔強〉。
8月24、25、26日，於北京鳥巢舉行連續3場的「人生無限公司」演唱會，也是五月天第五度於該場地開唱。9月8日，五月天與泰國樂團 Slot Machine（拉霸樂團）合作〈傷心的人別聽慢歌（貫徹快樂）〉之英文版本〈Don'ts Don'ts〉。10月6日，「人生無限公司」巡演前進泰國，亦是他們首度於泰國開唱。12月22、23、24、29、30、31日、2019年1月1、4、5、6日，於臺中洲際棒球場舉行一連10場的「人生無限公司」無限放大最終場。

### 2019年：電影「人生無限公司3D」與「藍色三部曲」20週年
2019年1月6日，連續10場的「人生無限公司」巡演最終場於臺中洲際棒球場畫下完美句點，在這之後宣布暫時休息。同年5月24日，第三部演唱會電影《五月天人生無限公司3D》正式上映。
此外，為紀念五月天的前三張錄音室專輯「藍色三部曲」發行20週年，特別將收錄在該三張專輯中的歌曲重新編曲演唱，並拍攝全新版本的音樂錄影帶，賦予歌曲新的意義與故事。於同年5月6日釋出首部曲〈純真〉；於7月7日釋出二部曲〈瘋狂世界〉；於2020年1月1日釋出三部曲〈溫柔〉，並特邀孫燕姿參與演唱 。
11月14日，台北市跨年晚會承辦單位必應創造發布五月天擔任「臺北最High新年城－2020跨年晚會」之開場嘉賓，是他們睽違8年於台北市政府參與跨年。
12月21－22、24－25、28－29、31日、2020年1月1、3－4日，於桃園國際棒球場連續舉行10場「Just Rock It!!!『藍｜BLUE』」演唱會。後宣布於同年12月27日加開1場，總計11場。

### 2020年－2022年：「好好好想見到你」演唱會 與 「諾亞方舟」巡迴十週年
2020年1月28日，〈我不願讓你一個人〉之音樂錄影帶於YouTube的觀看次數突破1億次。同年5月31日因遠距需要，五月天首度舉行「突然好想見到你」Mayday live in the sky線上演唱會，該直播在各大播出平台累積超過4千萬人次觀看，並登上台灣、香港、馬來西亞、新加坡YouTube發燒影片首位。10月18日，〈後來的我們〉之音樂錄影帶於YouTube的觀看次數突破1億次。
五月天原定於2020年12月25日起在桃園國際棒球場舉行「好好好想見到你」Mayday Fly to 2021 演唱會，後因疫情延期至2020年12月31日舉行，同日也於線上發布預錄的同名演唱會，表演內容與現場相同，後於2021年也在及臺南市立體育場舉行該主題演唱會。此次演唱會相信音樂及五月天提供6,000張門票，委由桃園、臺中、臺南衛生局及護理師護士公會聯合會等相關單位，邀請辛勞的醫護人員參與。
2020年12月24日，五月天發表數位單曲〈因為你所以我〉，並於當日先行釋出音樂錄影帶，音源於12月25日0時在各大數位音樂平台上線。
2021年11月19日，相信音樂宣布五月天於2021年12月25、26、31、2022年1月1日在高雄世運主場館舉行共4場「好好好想見到你」Mayday Fly to 2022 高雄跨年版演唱會。同年12月31日，相信音樂在Youtube上舉行「五月天 陪你跨年演唱會［線上特別版］MAYDAY FLY TO 2022」。
相信音樂在2021年1月27日宣布五月天原定2021年2月17日起於臺中洲際棒球場舉行「好好好想見到你」Mayday Fly to 2021 演唱會，因疫情延期至2021年12月4日起舉行，爾後又在2021年9月30日宣布，因中華職棒復賽，冠軍賽事預計十二月開打，延至2022年1月15日起舉行，該演場會最終於2022年1月23日順利舉行。。

### 2023－2025年：重啟世界巡演 與 「回到那一天」25週年演唱會
疫情趨緩後的後疫情時代，五月天暌違3年前往新加坡進行巡演。2022年10月17日，為紀念諾亞方舟演唱會10週年，五月天於官方社群宣布於2022年12月23、24、25、30、31、2023年1月1、7、8日在樂天桃園棒球場連續舉行8場「諾亞方舟10週年進化復刻限定版」演唱會。同年12月31日，相信音樂於當日在線上舉行「諾亞方舟十週年特別版」演唱會。2023年1月1日宣布於2023年3月29、31日、4月1、2日在高雄世運主場館舉行「諾亞方舟無限放大十週年復刻版」演唱會。
2023年5月起，五月天在中國大陸進行巡演。在最后一站上海站收官后的几周后，2023年12月初，有社群媒體用戶质疑五月天演唱会存在假唱。該用戶发布视频声称，经他分析了网友提供给他的，在上海场11月16日现场使用手机录制的12首歌曲片段，認為其中有5首存在假唱。使得五月天特别是主唱阿信遭到巨大的舆论压力，大量网友认为五月天欺骗粉丝和观众。上海市文旅局执法总队回应网络舆论称已要求主办方配合调查。12月4日，相信音樂發佈聲明稱五月天在巡回演出中不存在任何假唱行為，相關言論均為「恶意攻击、造谣中伤」。12月6日，主唱阿信在個人社群平臺發文回应稱演唱會「每次的嘶吼，每一場，每一聲，都來自於我依賴了24年的嗓子。除了真唱，否則沒有其他感動你的方式」。2024年5月，上海市文旅局向媒体表示，通过对演出主办方、场地方、现场音控师调查询问，调取现场执法记录仪全程视音频、主办方现场监督记录等资料，组织社会专家研讨，经调查核实，未发现上海站八场演唱会中五月天存在假唱。原先认定阿信假唱的博主曾上传视频表示“鉴定假唱时，没有确认过音源是否正确”，“民间个人，鉴定结果不具备法律效力”。 
2023年12月31日、2024年1月1、2、5、6、7日為慶祝出道25週年，於臺中洲際棒球場舉行「回到那一天巡迴演唱會」；2024年3月23、24、29、30、31日於高雄世運主場館舉行該主題的「無限放大版」演唱會。2024年4月29日至5月8日，於香港舉行「5525回到那一天」25週年巡演。然而在第一場遇上暴雨，导致电子设备故障，LED球體屏幕突然冒出濃煙起火。在5月1日宣布演唱會延至5月9日，5月2日宣布退票方案，賠償外地歌迷的機票(上限為港幣1000圓正)、酒店费用(上限為港幣2000圓正)。2024年5月18日至6月1日，五月天在北京市國家體育場（鳥巢）舉行10場「回到那一天，25週年巡迴演唱會」。同時，五月天也持續維持在國家體育場（鳥巢）的開唱紀錄，達到30場次。
2024年9月13日，中信兄弟宣布9月21日在台北大巨蛋舉辦的「The Last Together周思齊引退」周思齊引退賽，賽後由五月天擔任表演嘉賓。演出當天，動員500位工作人員，在賽後短短20分鐘內完成舞台搭建以及地面燈、喇叭音響設置。接著五月天出場，演唱《OAOA》、《離開地球表面》、《乾杯》、《倔強》，在演唱《離開地球表面》時與150位舞群合作，並融入誠泰Cobras的應援曲，兄弟的戰歌以及球員應援曲，還跳了一小段「炸裂舞」，演唱《乾杯》時，與43位球芽基金曾贊助的國小球員同台，演唱《倔強》時，大螢幕也撥放周思齊的生涯回顧影片，並在後段融入周思齊應援曲，鎂光燈也從「小周思齊」傅品豪揮棒的畫面開始，再讓大家聚焦到主角周思齊，象徵傳承棒球精神，中信兄弟與誠泰球員最後都走進場內，最後五月天默默離開舞台，把舞台留給周思齊以及歡呼聲。此次舞台設計突破以往賽後演出的規格，打造全新9座陣列式LED移動舞台，並訂製100組氣壓式草地輪，可直接在人工草地上移動。在燈光規劃中，出動了600組電腦燈具包覆住整個大巨蛋場內，首次啟用大巨蛋的天棚結構，吊掛燈具、雷射，使整個場域從外到內、從上到下都能有不同的燈光雷射呈現，打造不同於以往平面式的視覺效果，另增設了150組中高低音喇叭系統，希望獻給周思齊和全場球迷最好的視聽覺饗宴。
2024年12月31日，五月天不僅在樂天桃園棒球場和 2.5 萬名歌迷倒數，也透過《FLY TO 2025 線上跨年演唱會》與世界各地歌迷跨年，耗時 2 年製作，斥資 9000 萬打造五月天 25 年音樂時光之旅。光在相信音樂 YouTube 頻道直播最多同時線上觀眾人數就達到 18 萬，上線短短二個小時 YouTube 和微信視頻號累積已超過 250 萬觀看次數。

## 音樂作品
| 1. 五月天第一張創作專輯（1999年7月7日） 2. 愛情萬歲（2000年7月7日） 3. 人生海海（2001年7月6日） 4. 時光機（2003年11月11日） 5. 神的孩子都在跳舞（2004年11月5日） 6. 為愛而生（2006年12月29日） 7. 後青春期的詩（2008年10月23日） 8. 第二人生（2011年12月16日） 9. 自傳（2016年7月21日） 1. 我們是五月天（2003年4月17日） 2. 知足just my pride最真傑作選（2005年8月26日） 3. 步步自選作品輯 The Best of 1999-2013（2013年12月30日） | 日語作品 專輯 自傳 History of Tomorrow （2017年2月1日） 精選輯 Call Me NO.1！ （2001年7月20日） Mayday×五月天 the Best of 1999‐2013 （2013年11月13日） 單曲 Do You Ever Shine? （2014年6月4日） YOUR LEGEND～燃燒的生命～ （2015年6月17日） |

## 媒體作品
| 1. 五月天追夢3DNA（2011年） 2. 5月天諾亞方舟（2013年） 3. 五月天人生無限公司3D（2019年） | 1. 搖滾本事（2002年） 2. 現場·戰場·夢工場（2013年） |

## 演唱會
| 1. Final Home 當我們混在一起 世界巡迴演唱會（2004－2006年） 2. 離開地球表面世界巡迴演唱會（2007－2008年） 3. D.N.A創造世界巡迴演唱會（2009－2010年） 4. Just Rock It! 就是世界巡迴演唱會（2011－2020年） 5. 諾亞方舟世界巡迴演唱會（2011－2024年） 6. 人生無限公司巡迴演唱會（2017－2019年） 7. 好好好想見到你（2020－2023年） 8. 回到那一天巡迴演唱會（2023－2025年） | 1. 第168場演唱會（1999年） 2. 十萬青年站出來演唱會（2000年） 3. 你要去哪裡 暫別樂壇演唱會（2001年） 4. 天空之城復出演唱會（2003年） |

## 外部連結
- （繁體中文）相信音樂官方網站 （页面存档备份，存于）
- （日語）日本官方網站（页面存档备份，存于）
- （繁體中文）五月天的Facebook專頁
- （繁體中文）五月天的Instagram帳戶
- （日語）五月天 日本的X（前Twitter）
- （英文）五月天 英文的X（前Twitter）
- （中文）五月天的新浪微博